# Andriej Ustienko
Andriej Iwanowicz Ustienko (ros. Андрей Иванович Устенко, ur. 19 listopada?/2 grudnia 1904 we wsi Wielikaja Bieriozowka w guberni kurskiej, zm. 15 czerwca 1998) – radziecki polityk, członek KC KP(b)U) (1949–1952).

## Życiorys
W latach 1923–1925 przewodniczący rady wiejskiej w rodzinnej miejscowości, 1925–1926 kierownik wydziału rejonowego komitetu Komsomołu, od 1926 w WKP(b), 1926–1929 instruktor i kierownik wydziału okręgowego związku stowarzyszeń spożywców. W latach 1929–1930 kierownik okręgowego związku stowarzyszeń spożywców, 1930–1931 przewodniczący zarządu rejonowego związku stowarzyszeń spożywców w Chmielnickim, 1931–1932 kierownik biura zaopatrzeniowego w Charkowie. W 1932 kierownik wydziału kooperatywy GPU w Charkowie, 1932–1933 studiował w Charkowskim Instytucie Kadr Czerwonej Profesury, później zastępca szefa wydziału politycznego i zastępca dyrektora, następnie dyrektor stanicy maszynowo-traktorowej. W latach 1938–1939 II sekretarz rejonowego komitetu KP(b)U w obwodzie woroszyłowgradzkim (obecnie obwód ługański), 1939–1942 kierownik Wydziału Rolnego Komitetu Obwodowego KP(b)U w Woroszyłowgradzie, od sierpnia 1942 do marca 1943 instruktor Wydziału Rolnego KC KP(b)U. Od marca 1943 ponownie kierownik Wydziału Rolnego Komitetu Obwodowego KP(b)U, sekretarz i III sekretarz Komitetu Obwodowego KP(b)U w Woroszyłowgradzie (obecnie Ługańsk), od marca 1944 do 1949 I sekretarz Komitetu Obwodowego KP(b)U w Kamieńcu Podolskim, od 28 stycznia 1949 do 23 września 1952 członek KC KP(b)U. Od stycznia 1951 do kwietnia 1955 II sekretarz Komitetu Obwodowego KP(b)U/KPU w Drohobyczu, od maja do listopada 1955 II sekretarz, a od 15 listopada 1955 do 9 lipca 1958 I sekretarz Wschodniokazachstańskiego Komitetu Obwodowego KPK, 1958-1962 zastępca przewodniczącego Komitetu Wykonawczego Rady Obwodowej w Winnicy, następnie na emeryturze.

## Odznaczenia
- Order Lenina
- Order Czerwonego Sztandaru Pracy
- Order Wojny Ojczyźnianej I klasy (1945)